# Sortøje
Sortøje (Gladiolus murielae) er en blomsterplante, som tilhører iris-familien. Den bliver dyrket som pryd- eller snitplante i syd- og vesteuropæiske haver og parker, hvor man tager knoldene op hvert efterår og opbevarer dem frostfrit indtil næste forår.

## Beskrivelse
Sortøje er en urteagtig, men flerårig knoldplante, hvis blade er oprette til overhængende. Bladene er samlede 4-8, de er grundstillede og linjeformede. De er helrandede og op til 2,5 cm brede. Begge bladsider er hårløse, og bladstrengene er parallelle. Blomsterne bæres på stive, hårløse stængler, der slutter med en overhængende stand af 1-10 nikkende blomster. Blomstringen foregår fra juli til september. De enkelte blomster er hvide med en mørkerød til sort plet inderst. Frugten er en kapsel ned mange frø. Knoldene er ca. valnøddestore, brune og løgformede.

## Størrelse
Højde: 30-65 cm

## Hjemsted
Arten hører hjemme i Østafrika dvs. fra Etiopien og Eritrea til Malawi og Mozambique. Arten foretrækker halvskygge og stenet jordbund i 1400-2000 m højde.

## Galleri
- Blomst
- Blade
- Knolde
- Habitat
(Mozambique)

## References
1. ↑  "All about Acidanthera murielae (Abyssinian gladiolus)"
2. ↑  Flora of Mozanbique
3. ↑  Kew Botanic Gardens: Plants of the world online, Gladiolus murielae Kelway